# Northampton Saints
El Northampton Saints, és un club anglès de rugbi a 15. Es va fundar el 1990 i participa a l'Aviva Premiership de la temporada 2010-2011.